# Canarium kipella
Canarium kipella es una especie de planta de flores perteneciente a la familia  Burseraceae. Es endémico de Indonesia. Se le trata en peligro de extinción por pérdida de hábitat.

## Taxonomía
Canarium kipella fue descrita por el naturalista, botánico alemán-holandés; Carl Ludwig Blume y publicado en Flora van Nederlandsch Indië 1(2): 646, en el año 1859.
Sinonimia
- Canarium kitenga Miq.
- Canarium pimela Blume
- Pimela kipella Blume
- Pimela kitengo Blume[3]